# 부바이사르 사이티예프
부바이사르 하미도비치 사이티예프(러시아어: Бувайса́р Хами́дович Сайти́ев, 1975년 3월 11일~2025년 3월 2일)는 러시아의 전직 레슬링 선수이다. 올림픽에서 금메달 3개(1996, 2004, 2008), 세계 선수권 대회에서 금메달 6개를 획득하여 명성을 날렸다.